# Interkalation (Chemie)

Interkalation von kleinen Metall-Atomen zwischen Graphitebenen.

Unter Interkalation (von lateinisch intercalare = einschieben) im chemischen Sinn versteht man die Einlagerung von Molekülen, Ionen (selten auch Atomen) in chemische Verbindungen, wobei diese ihre Struktur während des Einlagerungsprozesses nicht wesentlich verändern.

## Anorganische Chemie
In der Anorganischen Chemie bezeichnet Interkalation die Einlagerung von Atomen, Ionen oder kleinen Molekülen zwischen die Kristallgitterebenen von Schichtkristallen, zum Beispiel die Interkalation von Alkalimetallen in Graphit (siehe Bild). Graphit und Silicium werden auf diese Weise als Träger von Lithium-Ionen in Lithium-Ionen-Akkumulatoren verwendet. Die dabei entstehenden Verbindungen werden als Interkalationskomplexe bezeichnet. 
Damit eine Kristallstruktur Interkalationsverbindungen ausbilden kann, müssen die Wechselwirkungskräfte innerhalb der Schichten groß, zwischen benachbarten Schichten klein sein. Zwischen dem Wirtsgitter und den Gastkomponenten müssen starke Wechselwirkungen möglich sein. Um eine Interkalationsreaktion einzuleiten, ist die Solvatation von Zwischenschichtkationen besonders geeignet. Es hängt sowohl von den chemischen Eigenschaften der einzulagernden Komponente, aber auch von der chemischen Natur des Wirtsgitters ab, wie die Einlagerung abläuft. Häufig spielen neben reinen Van-der-Waals-Wechselwirkungen auch Lewis-Säure-Base-Wechselwirkungen eine Rolle. 
Die Wirtsgitter können in ihrer chemischen Natur stark variiert werden; von den quasi-metallischen Schichten in Graphit oder in den Übergangsmetallsulfiden NbS2 oder TaS2, zu den halbleitenden Systemen wie TiS2 und SnS2 und zu nichtleitenden Verbindungen wie Tonminerale (z. B. Kaolinit).
Viele Schichtengitter tragen von Natur aus negative Schichtladungen, z. B. die glimmerartigen Schichtsilikate. Elektrisch neutrale Wirtsgitter sind eher selten; beispielsweise der oben erwähnte Kaolinit. Einige „neutrale “Wirtsgitter sind erst durch die Anwendung starker Reduktionsmittel in der Lage, Interkalationskomplexe zu bilden. In manchen Fällen kann auch die Verwendung nicht stöchiometrischer Präparate die Einlagerung ermöglichen. Die Nichtstöchiometrie wird dabei durch Reduktionsmittel oder elektrochemische Reduktion erreicht. Methoden hierzu sind die Cyclovoltammetrie, die Elektrogravimetrie und die Galvanostatik.
Praktische und technische Anwendung finden diese Art von Reaktionen unter anderem in
- Akkumulatoren und Batterien
- Boden-, Umwelt- und Geochemie (Resorptions- und Speicherverhalten von Böden)
- Industrielle Herstellung und Konfektionierung von Medikamenten, Düngemitteln, Pflanzenschutz

## Biochemie

Interkalation von Molekülen in die DNA.

Von Interkalation in die Desoxyribonukleinsäure (DNA) spricht man, wenn sich bestimmte Moleküle, die vollständig oder teilweise planar sind, in die Doppelhelix der DNA zwischen benachbarte Basenpaare einschieben. Durch diese Einlagerung wird die Replikation und Transkription der DNA gestört. Während des Replikationsvorganges kommt es zu einer Rastermutation. Die Interkalation wird deshalb für die mutagene Wirkung vieler Vertreter dieser Stoffklasse verantwortlich gemacht, und auch die chemotherapeutische Wirkung von Antibiotika beziehungsweise Zytostatika wie Actinomycin oder Anthracycline, wie Daunorubicin, wird unter anderem auf die Interkalation zurückgeführt. Zu den Verbindungen mit interkalativen Eigenschaften gehören neben den erwähnten Zytostatika zum Beispiel auch polyaromatische Kohlenwasserstoffe sowie Farbstoffe des Phenanthridin-Typs, wie Ethidiumbromid, oder des Proflavin-Typs (Falbe und Regitz, 1992; Mutschler 1996). Auch Indirubin-Derivate interkalieren in die DNA.